# Pyrenochaeta terrestris
Pyrenochaeta terrestris är en svampart som först beskrevs av H.N. Hansen, och fick sitt nu gällande namn av Gorenz, J.C. Walker & Larson 1948. Pyrenochaeta terrestris ingår i släktet Pyrenochaeta, ordningen Pleosporales, klassen Dothideomycetes, divisionen sporsäcksvampar och riket svampar.   Inga underarter finns listade i Catalogue of Life.